# Дёгтев, Сергей Сергеевич
Сергей Сергеевич Дёгтев (14 октября 1913, Пролейкашинская волость, Казанская губерния — 26 марта 1988, Куйбышев) — наводчик 45-миллиметрового орудия; командир 76-миллиметрового орудия 271-го отдельного истребительно-противотанкового дивизиона 149-й стрелковой дивизии.

## Биография
Родился 1 октября 1913 года в деревне Долиновка в крестьянской семье. Мордвин. Окончив 4 класса, работал в колхозе.
В Красной Армии в 1939-40 годах и с 1941 года. Участник советско-финляндской войны 1939-40 годов. В боях Великой Отечественной войны с сентября 1941 года. Член ВКП(б)/КПСС с 1942 года.
Наводчик 45-миллиметрового орудия 271-го отдельного истребительно-противотанкового дивизиона сержант Сергей Дёгтев под населёнными пунктами Дуброва, Романовка, расположенными в 25-и километрах южнее города Речица Гомельской области Белоруссии, при отражении атаки противника 18 ноября 1943 года подбил два вражеских танка, подавил два ротных миномёта и уничтожил свыше десяти солдат и офицеров. За мужество и отвагу, проявленные в боях, 25 ноября 1943 года сержант Дёгтев Сергей Сергеевич награждён орденом Славы 3-й степени.
21 декабря 1943 года в бою за железнодорожную станцию и посёлок Чеповичи Житомирской области Украины наводчик 45-миллиметрового орудия 271-го отдельного истребительно-противотанкового дивизиона сержант Дёгтев С. С. поджёг два танка и разбил два вражеских пулемета. За мужество и отвагу, проявленные в боях, 14 июня 1944 года сержант Дёгтев Сергей Сергеевич награждён орденом Славы 2-й степени.
16-19 февраля 1945 года командир 76-миллиметрового орудия 271-го отдельного истребительно-противотанкового дивизиона старший сержант Сергей Дёгтев в боях за город Христианштадт, расположенный в 23-х километрах юго-западнее города Грюнберг, метким огнём подавил вражеское орудие и четыре пулемётные точки. 24 февраля 1945 года в бою за населённый пункт Маркенсдорф старший сержант Дёгтев с вверенным ему орудийным расчётом отразил две вражеские контратаки, уничтожив при этом до пятнадцати солдат противника. 27 февраля 1945 года в бою за населённый пункт Заденсдорф расчёт 76-миллиметрового орудия под командованием старшего сержанта Сергея Дёгтева прямой наводкой разбил пулемётную точку, остановившую продвижение бойцов Красной Армии.
Указом Президиума Верховного Совета СССР от 27 июня 1945 года за образцовое выполнение заданий командования в боях с немецко-вражескими захватчиками старший сержант Дёгтев Сергей Сергеевич награждён орденом Славы 1-й степени, став полным кавалером ордена Славы.
В 1945 году старшина С. С. Дёгтев демобилизован. Работал председателем колхоза в деревне Долиновка, плотником в селе Подгоры Волжского района Куйбышевской области.
Жил в городе Куйбышев. Скончался 26 марта 1988 года. Похоронен в Самаре на кладбище «Рубежное».
Награждён орденами Отечественной войны 1-й и 2-й степени, Красной Звезды, Славы 1-й, 2-й, 3-й степени, медалями.
Имя полного кавалера ордена Славы С. С. Дёгтева присвоено улице в селе Подгоры Волжского района Самарской области.

## Комментарии
1. ↑  Деревня Долиновка[1], относившаяся к Пролейкашинской волости Тетюшского уезда, в последующем входила в состав Долиновского сельсовета Тетюшского района, с 1938 года — в состав Урюмского сельсовета Больше-Тарханского района. Упразднена в 1955—1957 годы, попав в зону затопления Куйбышевского водохранилища; ныне — территория Тетюшского района Татарстана[2].